# Hồ Xuân Hương
Hồ Xuân Hương (cuối thế kỉ XVIII- đầu thế kỉ XIX) (chữ Hán: 胡春香) là một nữ thi sĩ người Việt Nam sống ở giai đoạn cuối thế kỷ XVIII và đầu thế kỷ XIX, mà hiện tại vẫn khiến nhiều học giả tranh cãi. Bà được nhà thơ hiện đại Xuân Diệu mệnh danh là Bà chúa thơ Nôm.
Năm 2021, bà cùng Nguyễn Đình Chiểu là hai nhà thơ của Việt Nam được UNESCO vinh danh là "danh nhân văn hóa thế giới" cùng với kỷ niệm năm sinh/năm mất. Di tác của bà hoàn toàn là thơ và đa số đều được viết bằng chữ Nôm. Hầu hết thi ca Hồ Xuân Hương theo dòng chảy chung đã thoát được các quan niệm sáng tác cố hữu vốn đề cao niêm luật chặt chẽ để bộc lộ được tiếng nói của thời đại mình, có nhiều người cho rằng đặc sắc của thơ bà là "thanh thanh tục tục".

## Lịch sử
Không có bất cứ tư liệu cổ điển nào chép về lai lịch và hành trạng của Hồ Xuân Hương, bà chỉ thực sự được hậu thế biết đến qua sách Giai nhân di mặc (佳人遺墨) của học giả Đông Châu Nguyễn Hữu Tiến, ấn hành tại Hà Nội năm 1916. Vì vậy, đã có nhiều tranh cãi liệu Hồ Xuân Hương có thật hay không.

### Gia thế
Học giới nhất quán rằng Hồ Xuân Hương sinh vào năm 1772, theo học giả John Balaban thì bà được sinh ra ở phường Khán Xuân (nay thuộc địa phận Bách Thảo viên Hà Nội). Theo Giai nhân di mặc, Hồ Xuân Hương là ái nữ của Sinh đồ Hồ Phi Diễn (胡丕演, 1704–1786), người hương Quỳnh Đôi, huyện Quỳnh Lưu, trấn Nghệ An. Còn theo học giả Trần Thanh Mại, thân phụ của Hồ Xuân Hương là ông Hồ Sĩ Danh (胡士名, 1706–1783) cũng người Quỳnh Đôi, Hồ Sĩ Danh là anh cùng cha khác mẹ của Kinh Dương hầu Hồ Sĩ Đống (胡士棟, 1739 – 1785). Thân mẫu của Hồ Xuân Hương là bà lẽ họ Hà (何氏, ? – 1814) người trấn Bắc Ninh. Học giả Phạm Trọng Chánh dựa vào tục xướng danh cổ điển và câu tựa Phi mai xuân sắc nhất kinh thành (丕梅春色一京成) của Tốn Phong Phan Huy Huân để khẳng định: Hồ Phi Mai (胡丕梅) là nguyên danh, Xuân Hương (春香) là biểu tự và Cổ Nguyệt Đường (古月堂) là bút hiệu.
Trong thế cuộc xoay vần đầy nhiễu nhương cuối thế kỷ XVIII, Hồ Xuân Hương vẫn được hưởng những năm tháng ấu thơ êm đềm ở một dinh thự lớn tên Cổ Nguyệt đường ven hồ Tây, bấy giờ là chốn phồn hoa đô hội bậc nhất xứ Đàng Ngoài. Sau khi mãn tang cha, mẹ, bà tái hôn với người khác. Dù ít phải ràng buộc trong gia giáo nghiêm khắc như mọi nữ lưu cùng thời, Hồ Xuân Hương vẫn hội tụ được tư chất thông minh và hiếu học.

### Lưu lạc và qua đời
Hồ Xuân Hương được cưới gả từ rất sớm, nhưng cả hai lần đò đều không viên mãn. Ban sơ, bà làm lẽ của một hào phú có biệt hiệu Tổng Cóc. Tuy chỉ là cai lính nhưng Tổng Cóc vốn thuộc dòng dõi văn nhân, ông rất chuộng ca ngâm và mến luôn cái tài làm thơ của người vợ lẽ. Để chiều lòng bà, Tổng Cóc đã cất một thủy tạ rất lớn cho Hồ Xuân Hương ở, vừa tránh phiền lụy với vợ cả vừa thỏa thưởng thi phú. Chung sống với Tổng Cóc được một thời gian khá lâu thì Hồ Xuân Hương dứt áo ra đi với một cái thai. Có thuyết cho rằng, bà bỏ đi sau khi Tổng Cóc đã đột ngột từ trần; nhưng cũng có thuyết cho rằng bà không chịu được điều tiếng dị nghị của vợ con Tổng Cóc và người làng; lại có thuyết nói bản tính phóng đãng khiến Hồ Xuân Hương khó ngồi yên một chỗ, bà trốn đi cùng tình quân là Phạm Viết Ngạn.
Vào ngày Hồ Xuân Hương trở dạ, Tổng Cóc đến đòi đón con về, nhưng người nhà họ Phạm nói lại là đứa bé đã mất khi vừa lọt lòng. Trong hôn sự lần này, Hồ Xuân Hương làm lẽ của Tú tài Phạm Viết Ngạn, bấy giờ tại nhiệm tri phủ Vĩnh Tường. Nhưng duyên phận chỉ được 27 tháng thì ông phủ Vĩnh Tường tạ thế.
Có nhiều thuyết về quãng đời sau đó của Hồ Xuân Hương, như việc bà cưới thêm vài người chồng nữa, việc bà hỏi mượn tiền thi hữu để mở hàng bán giấy bút mực, hoặc giai thoại về các mối tình trăng hoa và văn chương, nhưng mức độ khả tín chưa được xác định rõ ràng.
Hồ Xuân Hương được cho là mất vào năm 1822. Trong cuốn sách Họ Hồ trong cộng đồng dân tộc Việt Nam của ông Hồ Sỹ Bằng (nguyên Viện trưởng Viện Quan hệ quốc tế, thuộc Viện Nghiên cứu chủ nghĩa Marx–Lenin và tư tưởng Hồ Chí Minh) đã dày công nghiên cứu và khẳng định các nhà nghiên cứu thiên về thuyết mộ nữ sĩ Hồ Xuân Hương nằm ở nghĩa địa ven hồ Tây. Mộ bà trước đây được xây vuông, đặt ở ven nghĩa địa Đồng Táo. Trải qua dòng thời gian biến thiên đất bồi đắp lở, sông nước hồ Tây ngày càng rộng lớn, mỗi lần kết cấu địa tầng thay đổi do điều kiện tự nhiên và nghĩa địa Đồng Táo bị chìm xuống lòng hồ cùng một số nghĩa trang khác.
Ngày 16 tháng 3 năm 2003, ông Vũ Hồ Luân (nhà nghiên cứu Hà Nội cũng là con cháu dòng họ Hồ) gặp ông Hồ Sỹ Bằng, kết hợp với nhà nghiên cứu sử dòng họ Hồ Việt Nam, Hồ Bá Hiền (Trưởng Ban Sử, Trưởng ban Liên lạc dòng họ Hồ tại Việt Nam) cùng với hậu duệ của tộc Hồ đang làm việc và sinh sống ở Hà Nội đã tập hợp ra một nhóm 8 người, trong đó có bốn người họ Hồ thuộc Trung chi II ở Quỳnh Đôi, là hậu duệ đời thứ sáu của Hồ Xuân Hương để đi tìm mộ bà ở hồ Tây nhưng không có kết quả.

### Tình duyên
Có nhiều giai thoại truyền khẩu về lối sống phong lưu của Hồ Xuân Hương, như việc bà là một hoa nương thanh sắc vẹn toàn, và những mối tình bên thơ rượu với Phạm Đình Hổ, Phạm Thái, Nguyễn Du, Phạm Quý Thích, Nguyễn Hầu, Trần Ngọc Quán, Trần Quang Tĩnh, Phan Huy Huân, Mai Sơn Phủ, Thạch Đình, Cự Đình, Thanh Liên, Tống Như Mai,...

#### Lai lịch chồng
Tổng Cóc vốn là biệt hiệu mà người quen biết đặt cho Chánh tổng Nguyễn Bình Kình, tự Công Hòa. Nguyên quán của ông ở làng Gáp, xã Tứ (nay thuộc huyện Lâm Thao, tỉnh Phú Thọ). Ông là cháu của quan nghè Nguyễn Quang Thành, bản thân cũng một lần đi thi Hương nhưng không đỗ đạt. Sau Tổng Cóc đăng trình, lên đến chức cai cơ nên thường được gọi là Đội Kình. Kết quả của hôn sự này được cho là một đứa trẻ vắn số.
Còn theo Phạm gia tộc phả và Triệu tông phả, ông phủ Vĩnh Tường tức là Tú tài Phạm Viết Ngạn (khi thăng chức Đồng tri phủ Phân phủ Vĩnh Tường thì cải thành Viết Lập), tên cúng cơm là Đại, tự Thành Phủ. Nguyên quán của ông ở hương Trà Lũ, xã Xuân Trung, phủ Xuân Trường, trấn Sơn Nam Hạ. Các tư liệu này cũng cho biết, Hồ Xuân Hương sinh cho ông một người con tên Phạm Viết Thiệu.

#### Với Tống Như Mai
Có giai thoại ghi chép rằng, Hồ Sĩ Danh vốn là một ông đồ nghèo kết hôn với bà lẽ họ Hà, sinh ra Hồ Xuân Hương. Khi cha mất, Xuân Hương ở với mẹ hai mẹ con tần tảo nuôi nhau, kiếm sống với nghề làm nón. Vào thời ấy, các cô gái con nhà gia thế thường được cha mẹ cho đi học. Năm mười lăm tuổi, bà xin phép mẹ đến học ở trường một cụ đồ già trong làng.
Ngày ấy có một chàng thư sinh đẹp trai họ Tống, tên là Như Mai, con một viên quan đầu tỉnh tên là Thạch. Vốn sẵn thông minh, Tống Như Mai chuyên tâm vào nghiệp đèn sách, quyết nêu tên trên bảng vàng.
Một hôm vào ngày Tết Nguyên tiêu, Như Mai cùng một tiểu đồng đi dạo cảnh. Qua lớp học của cụ đồ già, ông mới thoáng thấy có vài thiếu nữ đang nô đùa sau vườn một ngôi chùa cổ. Vì sắc đẹp của Hồ Xuân Hương, Tống Như Mai không đành cất bước. Từ đó Như Mai thường lấy cớ đi lại ngôi chùa cổ. Tưởng nhớ đến người đẹp ngồi chơi đu, có đường ngôi trắng giữa hai mái tóc xanh, khiến ông mất ăn mất ngủ. Tiểu đồng thấy chủ lười học thì khuyên dỗ hết lời, nhưng Như Mai vẫn không thể quên được. Bao nhiêu chàng trai muốn ngỏ lời cầu hôn Hồ Xuân Hương nhưng bà đều từ chối. Để dễ dàng tán tỉnh Xuân Hương, Tống Như Mai và tên tiểu đồng buộc phải cải trang thành phụ nữ, xin nhờ tá túc nhà bà qua đêm. Một đêm nọ, tưởng rằng nhà mất trộm, Hồ Xuân Hương đau khổ mới biết rằng chàng trai họ Tống và tên tiểu đồng không phải phận nữ nhi. Nghe tin này, Hồ Xuân Hương tưởng nghe tiếng sét. Nhưng Như Mai lại coi là dịp tốt. Tống Như Mai hết sức an ủi Hồ Xuân Hương, cho bà biết rằng chuyến này đi xa, ông sẽ cố công học tập thành tài, vì chốn kinh kỳ có nhiều sách hay thầy giỏi. Một khi công thành danh toại, ông mới có cách để xin chính thức cưới bà làm vợ. Khi chia tay, ông đã thề non hẹn biển với Hồ Xuân Hương. Ngày lại ngày nối nhau trôi qua. Tống Như Mai từ ngày theo thân phụ về kinh đã được năm năm. Trong thời gian này, ông ra sức dùi mài kinh sử. Lòng càng nhớ Hồ Xuân Hương, ông chuyên tâm vào việc học tập. Quả nhiên khoa thi năm ấy, Như Mai đậu đầu, rồi tiếp tục vào thi đình, đậu luôn trạng nguyên, nhà vua phong ông làm khâm sai đại thần, cho đi thanh tra các tỉnh. Tống Như Mai vui vẻ nhận chức. Ông xin phép về công cán tỉnh Bắc, nhân thể thăm dò tình hình người yêu năm năm qua không một tin tức.
Từ ngày chia tay Như Mai, lòng Hồ Xuân Hương nặng buồn rười rượi. Tin ở lời thề thốt của ông, bà quyết một lòng chờ đợi. Có nhiều đám đến dạm hỏi, Hồ Xuân Hương đều từ chối. Để cho bọn con trai khỏi theo đuổi, bà bỏ vào tất cả những áo xống đẹp cùng mấy món trang sức mà Như Mai cho mình rồi đem chôn cất. Bà bỏ học, ăn mặc giản dị, ở nhà giúp mẹ làm nón và đồng áng. Tuy nhiên bà vẫn không giấu được nhan sắc tuyệt trần của mình. Một viên quan mới bổ đến, nghe tiếng đồn về sắc đẹp Hồ Xuân Hương thì trong lòng hâm mộ. Gặp bà ở chợ, hắn buông lời trêu ghẹo, nhưng nữ sĩ họ Hồ nghiêm sắc mặt cự tuyệt. Quan giận để bụng, sau đó ít lâu ngầm cho người đến gây sự với nàng đặt điều về việc bội hôn, để việc đưa đến cửa công, cuối cùng quan cho bắt bà giam lại. Vẫn chưa cam thất vọng, quan lại sai người thân tín vào nhà giam dỗ dành, hứa nếu bà thuận theo mình thì sẽ được làm hầu gái, ăn mặc sung sướng, nhược bằng không thuận sẽ làm cho nhục nhã. Một lần nữa quan án lại bị bà nhiếc mắng ê chề. Hôm sau, Hồ Xuân Hương liền bị quan kết tội bội hôn và lăng mạ trưởng quan, bị đánh đòn 80 roi trước công chúng.
Ngày gia hình đã đến. Hôm ấy cũng là ngày phiên chợ, nên kẻ qua người lại nườm nượp. Trên một cái bàn gần chợ, quân lính sắp hàng chỉnh tề. Hồ Xuân Hương tay bị trói, do một người lính điệu ra trước mặt các quan để tuyên án. Một tên lính cầm roi sắp sửa hành hạ bà. Nhưng giữa lúc viên đề lại tội trạng, thì hàng quân bỗng dạt ra, nhường chỗ cho một người đang cưỡi ngựa tiến vào, theo sau có một tên lính cầm cờ có hai chữ "khâm sai". Thấy vậy, mọi người đều sụp lạy. Người cưỡi ngựa chính là Tồng Như Mai. Nguyên khi ra đến tỉnh Bắc, chàng cho lính hầu giữ kín mọi việc, riêng mình cải trang thành một người hành khất. Ông không ngờ người yêu của mình đang lâm nạn. Tay bị tay gậy, Như Mai đã đến với từng người tìm hiểu sự thật về Xuân Hương. Người ta cho biết bà là con người đoan chính, rằng nàng không chịu lấy ai, chỉ thủ tiết đợi chờ một chàng thư sinh nào đó đang theo học ở kinh kỳ. Khi hỏi về viên quan án, ai nấy đều tỏ vẻ khinh bỉ, rủa là đồ chó lợn, chỉ quen hối lộ và làm điều phi pháp, nhưng vì sợ thần sợ thế, nên chẳng ai dám ho he.
Sau khi nắm được mọi chân tơ kẽ tóc, Tống Như Mai trở lại với bộ áo mão thanh tra. Vừa nhảy xuống ngựa, đợi cho mọi người ngẩng đầu lên, lúc này Tống Như Mai mới nói rằng giờ ông đã là khâm sai đại thần đi thanh tra các tỉnh xứ Bắc này. Hồ Xuân Hương vô tội, còn tội nhân lại chính là nguyên cáo và vị quan đã xử án oan bà. Những người dân đứng vây vòng trong vòng ngoài, trong đó có những bạn học của Xuân Hương hò reo như sấm dậy. Tên lính giải nữ sĩ họ Hồ không kịp tìm dao, dùng răng cắn đứt dây trói cho bà, lại tháo xiềng xiềng quan án và tên vu cáo lại. Khi biết quan thanh tra là Tống Như Mai, Hồ Xuân Hương vui mừng khôn xiết. Sau đó không lâu, quan thanh tra trẻ tuổi tâu trình lên vua và không quên xin phép cưới Hồ Xuân Hương làm vợ. Nhà vua thấy cuộc tình duyên ly kỳ, nên y cho. Lễ cưới tổ chức linh đình trong ba ngày.

## Tác phẩm

### Sơ lược

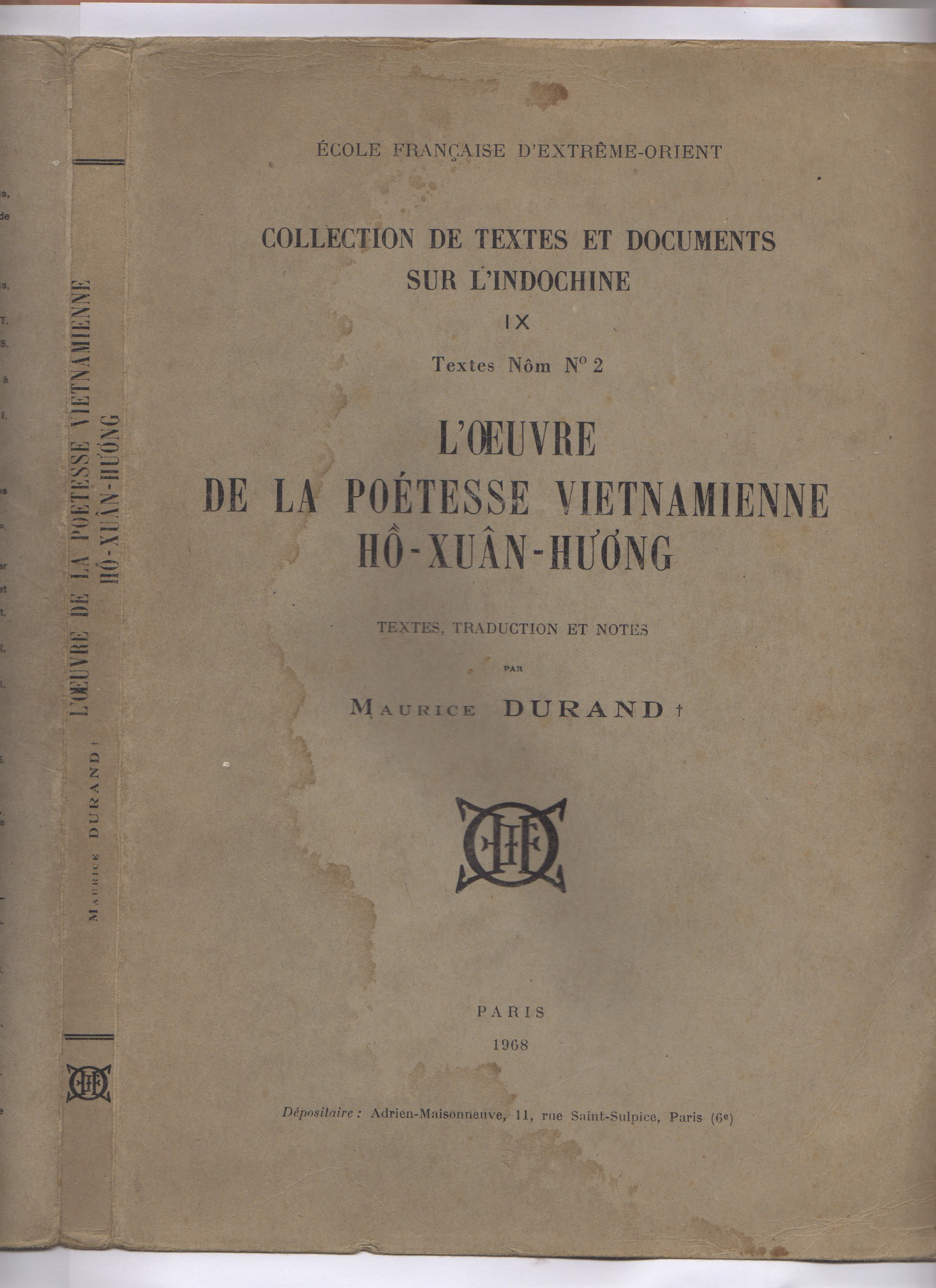
Một ấn bản thơ Hồ Xuân Hương bằng Pháp văn của Viễn Đông Bác Cổ năm 1968.

Văn bản được nhận diện cổ nhất có chép thơ Hồ Xuân Hương là Quốc văn tùng ký (國文話記) do Hải Châu Tử Nguyễn Văn San (阮文珊, 1808–1883) soạn năm Minh Mệnh thứ 14 (1834), nhưng chỉ vài bài. Hầu hết di tác của nữ sĩ họ Hồ được gom trong cuốn Xuân Hương thi tập (春香詩集), Phúc Văn Đường tàng bản ấn hành tại Hà Nội năm 1930. Trong sách có khoảng 60 bài nhưng lẫn cả thơ của nhiều tác giả khác, nay chưa truy nguyên được tất cả. Tuy nhiên, văn bản đáng quý nhất là Lưu hương ký (琉香記) với bài tựa của Phan Huy Huân, được học giả Trần Thanh Mại phát kiến và công bố trên thi đàn vào năm 1964. Trước đó không lâu, năm 1962, đã có học giả Trần Văn Giáp đăng trên báo Văn Nghệ (Hà Nội) 5 thi phẩm chữ Hán được cho là của Hồ Xuân Hương. Nhưng mãi đến năm 1984, học giả Hoàng Xuân Hãn mới dịch nghĩa và đăng trên tập san Khoa Học Xã Hội (Paris), lại đặt nhan đề lần lượt là Độ hoa phong, Hải ốc trù, Nhãn phóng thanh, Trạo ca thanh, Thủy vân hương.
Thơ Hồ Xuân Hương luôn được trình bày theo phong cách thất ngôn bát cú hoặc thất ngôn tứ tuyệt, bút pháp được nhận định là điêu luyện nhưng phần chữ Nôm nhiều phần đặc sắc hơn chữ Hán. Ý tưởng trong thơ cũng rất táo bạo, dù là điều cấm kị đối với lễ giáo đương thời. Cho nên, Hồ Xuân Hương được xem như hiện tượng kỳ thú của dòng thi ca cổ điển Việt Nam khi tích cực đưa ra cái nhìn đối lập với truyền thống đạo đức, nhưng không vì thế mà tự trở nên suy đồi. Tựu trung, các di tác phần nào cho phép hậu thế thấy thực trạng tang thương ở thời đại bà sống và cả quá trình mục rữa của nhiều lề lối cũ.
| “                                              | Tập thơ "Lưu hương ký" mang bút danh của nữ sĩ do ông Trần Thanh Mại phát hiện vào năm 1964 gồm 24 bài thơ chữ Hán và 28 bài thơ Nôm. Với một nghệ thuật điêu luyện, nhà thơ viết về tâm sự và những mối tình của mình với những người bạn trai. Đọc kỹ người ta thấy có một khoảng cách khá xa giữa tập thơ Nôm của Xuân Hương và "Lưu hương ký", chủ yếu là về phong cách biểu hiện. Trong "Lưu hương ký" có cả thơ chữ Hán lẫn thơ chữ Nôm. Riêng phần thơ chữ Nôm trong "Lưu hương ký" nếu so sánh với thơ lâu nay được coi là của Xuân Hương thì hai bên vẫn có sự khác nhau. Thơ cữ Nôm trong "Lưu hương ký" có rất nhiều từ Hán Việt, giọng thơ lại hiền lành chứ không góc cạnh, gân guốc như ở "Xuân Hương thi tập". Vì lý do trên, để bảo đảm tính khoa học, các nhà nghiên cứu chủ yếu chỉ dừng lại ở tập thơ Nôm còn "Lưu hương ký" được coi là một tập thơ để tham khảo. | ” |
| — Trích giáo trình văn học của Đại học Cần Thơ | |   |

### Các tác phẩm

#### Thơ chữ Hán
- Độ Hoa Phong
- Hải ốc trù

#### Thơ chữ Nôm
- Bánh trôi nước
- Bỡn bà lang khóc chồng
- Cái kiếp tu hành
- Cái nợ chồng con
- Cái quạt
- Chùa Quán Sứ
- Chợ Trời Chùa Thầy
- Cảnh chùa ban đêm
- Cảnh thu
- Dệt cửu
- Dỗ người đàn bà khóc chồng
- Đá Ông Chồng Bà Chồng
- Đài Khán Xuân
- Đánh cờ
- Đánh đu
- Đèo Ba Dội
- Đền Sầm Đống
- Đồng tiền hoẻn
- Động Hương Tích
- Giếng thơi
- Hang Cắc Cớ
- Hang Thánh Hoá
- Hỏi trăng 1
- Hỏi trăng 2
- Khóc ông phủ Vĩnh Tường
- Khóc Tổng Cóc
- Không chồng mà chửa
- Kẽm Trống
- Làm lẽ
- Lũ ngẩn ngơ
- Mời trầu
- Nhớ người cũ
- Ốc nhồi
- Phường lòi tói
- Quán Khánh
- Quan thị
- Quả mít
- Sư bị ong châm
- Sư hổ mang
- Tát nước
- Thiếu nữ ngủ ngày
- Tranh tố nữ
- Trăng thu
- Trống thủng
- Tự tình I
- Tự tình II
- Tự tình III
- Vịnh cái quạt I
- Vịnh cái quạt II
- Cúc
- Mai

#### Chùm thơ chữ Nôm xướng họa cùng Chiêu Hổ
- Cặp xướng họa I
- Cặp xướng họa II
- Cặp xướng họa III

#### Tác phẩm nói đến bà
- Hồ Xuân Hương của Bích Khê
- Hồ Xuân Hương của Xuân Hoàng

## Ảnh hưởng

### Nghệ thuật
- Truyện ngắn Chút thoáng Xuân Hương (Nguyễn Huy Thiệp).
- Âm nhạc "Bánh Trôi Nước" (2017), phổ nhạc bởi nhạc sĩ Hồ Hoài Anh và Dương Đại Dương (Triple D), thể hiện bởi ca sĩ Hoàng Thùy Linh trong chương trình Hòa âm Ánh sáng (mùa 2).
- Phim Nàng Xuân Hương trong Cổ tích Việt Nam 15 do Hãng phim Phương Nam thực hiện năm 2003, diễn viên Hồng Ánh thủ vai Hồ Xuân Hương.
- Chèo Hồ Xuân Hương (1988), Thùy Linh và Bùi Đức Hạnh soạn, Bùi Đắc Sừ đạo diễn.
- Loạt họa phẩm Minh họa thơ Hồ Xuân Hương[29] (Bùi Xuân Phái), họa phẩm Thi sĩ Hồ Xuân Hương[30] (Phùng Di Thuần).
- Tiểu thuyết Tình sử Hồ Xuân Hương (Bùi Bội Tỉnh).

### Giáo dục
Trong giáo dục tại Việt Nam, hai bài Bánh trôi nước và Tự tình II được đưa vào sách giáo khoa lớp 7 tập 1, sách giáo khoa Cánh diều lớp 10 tập 1, và lớp 11 tập 1 thuộc bộ sách giáo khoa trước. Tại các trường đại học lớn tại Việt Nam, sinh viên chuyên ngành Văn học Việt Nam được học bộ môn Thơ Nôm Hồ Xuân Hương.

### Vinh danh
Nhiều địa điểm của Việt Nam được đặt tên theo thi sĩ Hồ Xuân Hương:
- Phố Hồ Xuân Hương, quận Hai Bà Trưng, Hà Nội.
- Đường Hồ Xuân Hương, quận 3, Thành phố Hồ Chí Minh.
- Phố Hồ Xuân Hương, quận Hồng Bàng, Hải Phòng.[31]
- Đường Hồ Xuân Hương, Thành phố Vinh, tỉnh Nghệ An.
- Đường Hồ Xuân Hương, Sầm Sơn, tỉnh Thanh Hóa.
- Hồ Xuân Hương, Đà Lạt.
- Đường Hồ Xuân Hương, khu 1, phường Rạch Sỏi, thành phố Rạch Giá, tỉnh Kiên Giang
- Đường Hồ Xuân Hương, quận Ngũ Hành Sơn, Đà Nẵng.

Ngày 23 tháng 11 năm 2021, tại Paris, Đại hội đồng UNESCO lần thứ 41 đã thông qua danh sách "Danh nhân văn hóa và sự kiện lịch sử niên khóa 2022–2023" để vinh danh và kỷ niệm năm sinh/năm mất của các nhân vật lịch sử được công nhận. Hồ sơ kỷ niệm 200 năm ngày sinh của danh nhân Nguyễn Đình Chiểu và kỷ niệm 250 năm ngày sinh, 200 năm ngày mất của nữ sĩ Hồ Xuân Hương được thông qua cùng với 58 hồ sơ khác.